# Вишацки, Джордже
Джо́рдже Виша́цки (серб. Ђорђе Вишацки / Đorđe Višacki; 2 апреля 1975, Белград) — сербский югославский гребец, выступал за национальные сборные Югославии, Сербии и Черногории по академической гребле во второй половине 1990-х — первой половине 2000-х годов. Участник летних Олимпийских игр в Сиднее, серебряный и бронзовый призёр чемпионатов мира, победитель и призёр Кубка мира, победитель и призёр многих регат национального значения. Также известен как спортивный функционер, генеральный секретарь Олимпийского комитета Сербии.

## Биография
Джордже Вишацки родился 2 апреля 1975 года в Белграде. Первое время проходил подготовку в местном столичном клубе «Партизан», позже уехал учиться и тренироваться в США в Калифорнийском университете в Беркли, состоял университетском гребном клубе California Golden Bears. Неоднократно побеждал на различных студенческих соревнованиях.
Дебютировал на международной арене ещё в 1994 году, выступал на Кубке наций во Франции и Нидерландах. В 1995 году побывал на чемпионате мира в финском Тампере, где, тем не менее, был далёк от попадания в число призёров. Первого серьёзного успеха на взрослом международном уровне добился в сезоне 1998 года, когда вошёл в основной состав югославской национальной сборной и выступил на мировом первенстве Кёльне, откуда привёз награду бронзового достоинства, выигранную в зачёте распашных безрульных двоек.
Благодаря череде удачных выступлений Вишацки удостоился права защищать честь страны на летних Олимпийских играх 2000 года в Сиднее. Стартовал здесь в зачёте безрульных распашных двоек вместе с напарником Николой Стоичем — они с первого места квалифицировались на предварительном этапе, затем на стадии полуфиналов заняли второе место, тогда как в решающем финальном заезде показали на финише пятый результат.
После сиднейской Олимпиады Джордже Вишацки остался в основном составе гребной команды Сербии и Черногории, продолжив принимать участие в крупнейших международных регатах. Так, в 2001 году на чемпионате мира в швейцарском Люцерне он завоевал в безрульных двойках серебряную медаль. В следующем сезоне отметился бронзовой наградой на этапе Кубка мира в Мюнхене. Последний раз показал сколько-нибудь значимый результат на международной арене в сезоне 2004 года, когда выступил на мировом первенстве в испанском Баньолесе и в распашных двойках с рулевым занял четвёртое место, немного не дотянув до призовых позиций. Вскоре по окончании этих соревнований принял решение завершить карьеру профессионального спортсмена, уступив место в сборной молодым сербским гребцам.
С марта 2009 года занимает должность генерального секретаря Олимпийского комитета Сербии.